# Carl Gustaf Björkander

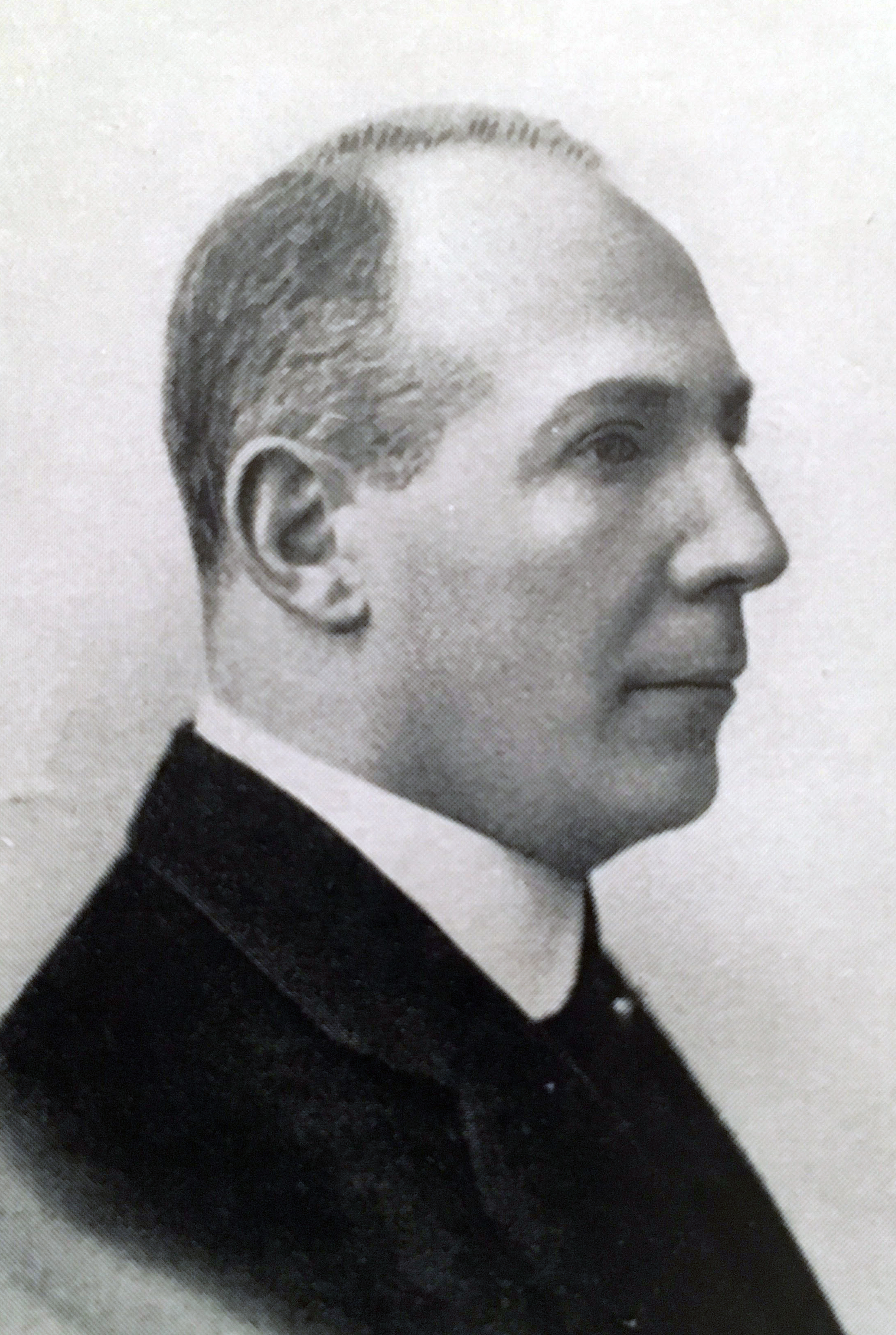
Carl Gustaf Björkander.

Carl Gustaf Björkander, född 6 juni 1884 i Visby, död där 26 augusti 1956, var en svensk  grosshandlare.

## Biografi
Björkander avlade studentexamen i Visby 1903, gick fackkurs vid Göteborgs handelsinstitut 1904 och var anställd i Bremen 1904–1905. Björkander var anställd i faderns affär (senare C. J. Björkander & Son AB) i Visby 1905, delägare 1909 och verkställande direktör 1912–1954. Han var ensam styrelseledamot 1918–1954 och styrelseordförande 1954–1956. Björkander var rysk konsulagent 1908, rysk vicekonsul 1912–1916, brittisk vicekonsul 1922–1947 och var verksam i landstormen 1935-1950.
Björkander satt i stadsfullmäktige 1928–1947, i drätselkammaren 1923–1931, hamndirektionen 1917–1953, var ordförande i handels- och sjöfartsnämnden, Gotlands handelskammare från 1932, Köpmansgillet i Visby, Visby grossistförening, Sällskapet DBW:s trädgårdsstyrelse, Ångfartygs AB Gotland och dotterföretaget 1945–1954, AB Visby motorcentral 1939–1954, Visby stuveri AB, vice ordförande i AB Gotlands Bank, Gotlands Turistförening, vice ordförande och skattmästare i Gotlands fornvänner, Sällskapet för gotländsk forskning, ledamot i Handelns arbetsgivarorganisations överstyrelse och arbetsutskott, styrelseledamot i Svenska foderämnes- och spannmålsimportörernas förening, Sveriges skiljenämnd för spannmåls- och foderämneshandeln, DBW:s sparbank och KAK:s hotell AB. 
Björkander blev korresponderande ledamot av Kungliga Vitterhets Historie och Antikvitets Akademien 1941. År 1914-1916 var han ordförande mästare i S:t Johanneslogen Nicolaus i Svenska Frimurare Orden.

## Familj
Björkander var son till vicekonsul Carl Johan Björkander (1839–1918) och Henriette Wallér (1851–1898), dotter till handlanden i Visby Claes Henrik Wallér (1812–1880) och  Hedvig (Hedda) Wallér f. Engström (1820–1904). 
Björkander gifte sig den 10 maj 1910 med Märta Bolin (1889–1977), dotter till överstelöjtnanten och överlantmätaren Carl Bolin och Maria Romin. Han var far till Maj (1912-1984) och Ivar (född 1916–2003). Björkander är gravsatt på Östra kyrkogården i Visby.

## Utmärkelser
Björkanders utmärkelser:
- Riddare av Nordstjärneorden (RNO)
- Riddare av Vasaorden (RVO)
- Kungliga Automobilklubbens förtjänstguldmedalj (KAK förtj:GM)
- Frivilliga Automobilkårens förtjänstmedalj (FAK förtj:t.)
- Gustaf Adolfsmedaljen 1950[6]